# Avenida Brasil (Chillán)
Avenida Brasil es una calle ubicada en la ciudad chilena de Chillán, en la Región de Ñuble. Su trazado de norte a sur y viceversa sirve como límite entre Las Cuatro Avenidas y la Ultraestación.
Los árboles que decoran el bandejón central de la avenida son variados, entre ellos se encuentra el Plátano oriental, el Ciprés de los pantanos y el Ginkgo biloba, destaca sobre todo una Metasecuoya única en la ciudad, especie en peligro de extinción.

## Historia
Fue creada por Carlos Lozier en el trazado de la cuarta fundación de Chillán, cuyo nombre original fue "Avenida Poniente". Al costado de esta avenida, escurrían las aguas del Desagüe de la Población, conectando el Canal Davinson de Avenida Ecuador con el Estero Las Toscas, que durante la Epidemia de cólera de 1887, fueron foco de contagio de la población.
En 1988, el Plan Regulador de la Municipalidad de Chillán, contemplaba la extensión de la avenida al sur, siguiendo el trazado de la calle Los Mercedarios y conectando con la avenida Palermo, a través de la calle Bombero Lagos y parte de calle Santa Blanca.
El 2006 se instala en la esquina de Avenida Libertad el Parque de la Meditación, un memorial para los detenidos desaparecidos y ejecutados políticos durante la Dictadura Militar. Durante 2012 re realizan obras de arreglo en la avenida, obras que ocasionaron una seguidilla de accidentes vehiculares.
En 2017, la avenida se sometió a un proceso de construcción de colectores de aguas lluvia con el objetivo de evitar anegamientos, como los que ocurren en su intersección con avenida Ecuador. Los trabajos contemplan la pavimentación entre calle Cocharcas y avenida La Castilla y la construcción del Puente Brasil, en su trazado entre calle Purén y avenida La Castilla.

## Galería

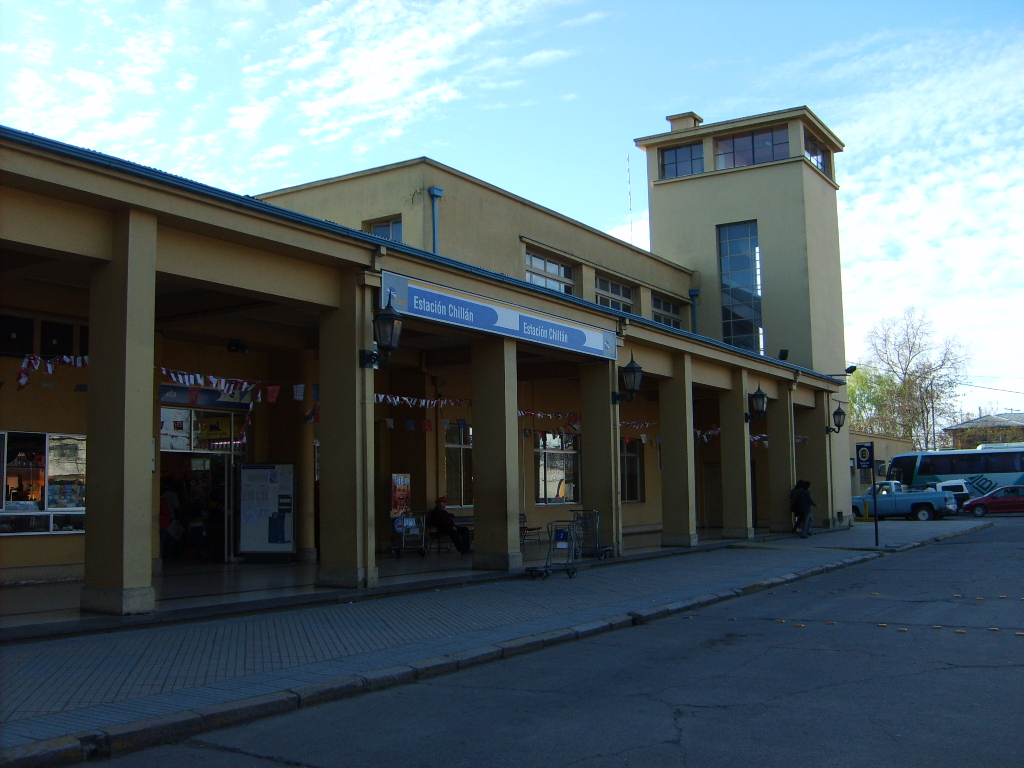
Acceso a la Estación Chillán
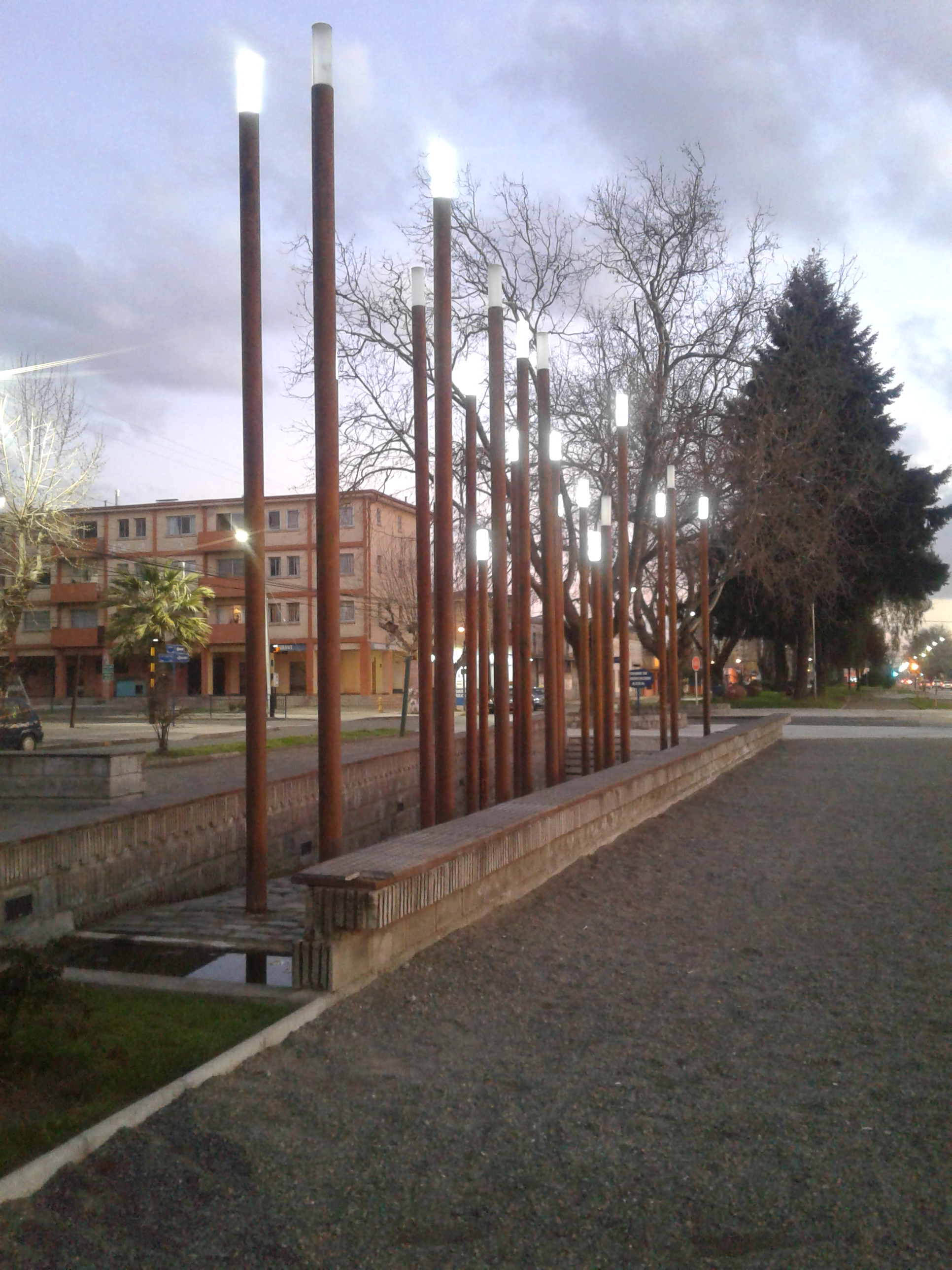
Parque de la Meditación en el bandejón central de la avenida
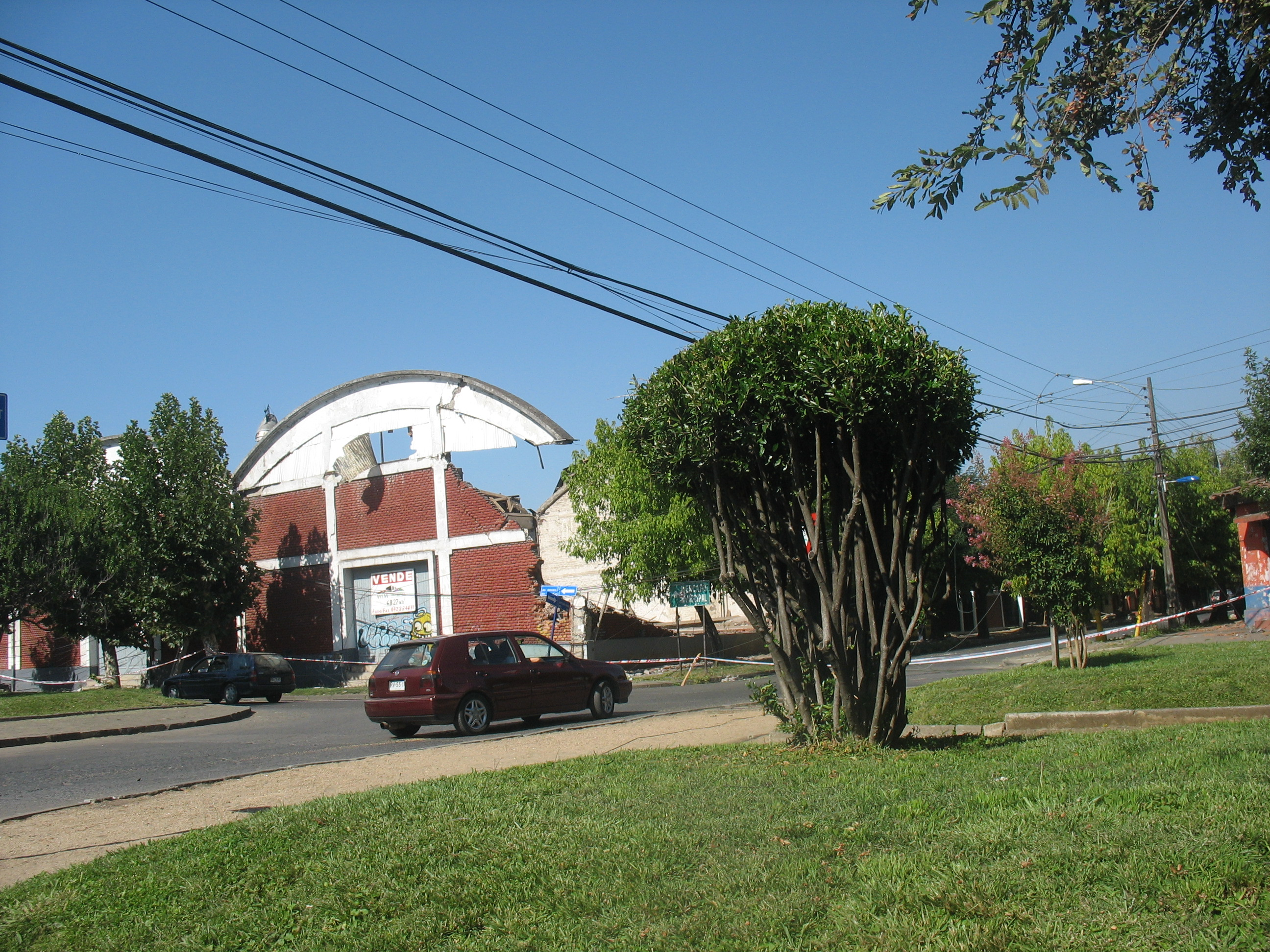
Destrucción ocasionada por el Terremoto de Chile de 2010 en recinto industrial de avenida Brasil
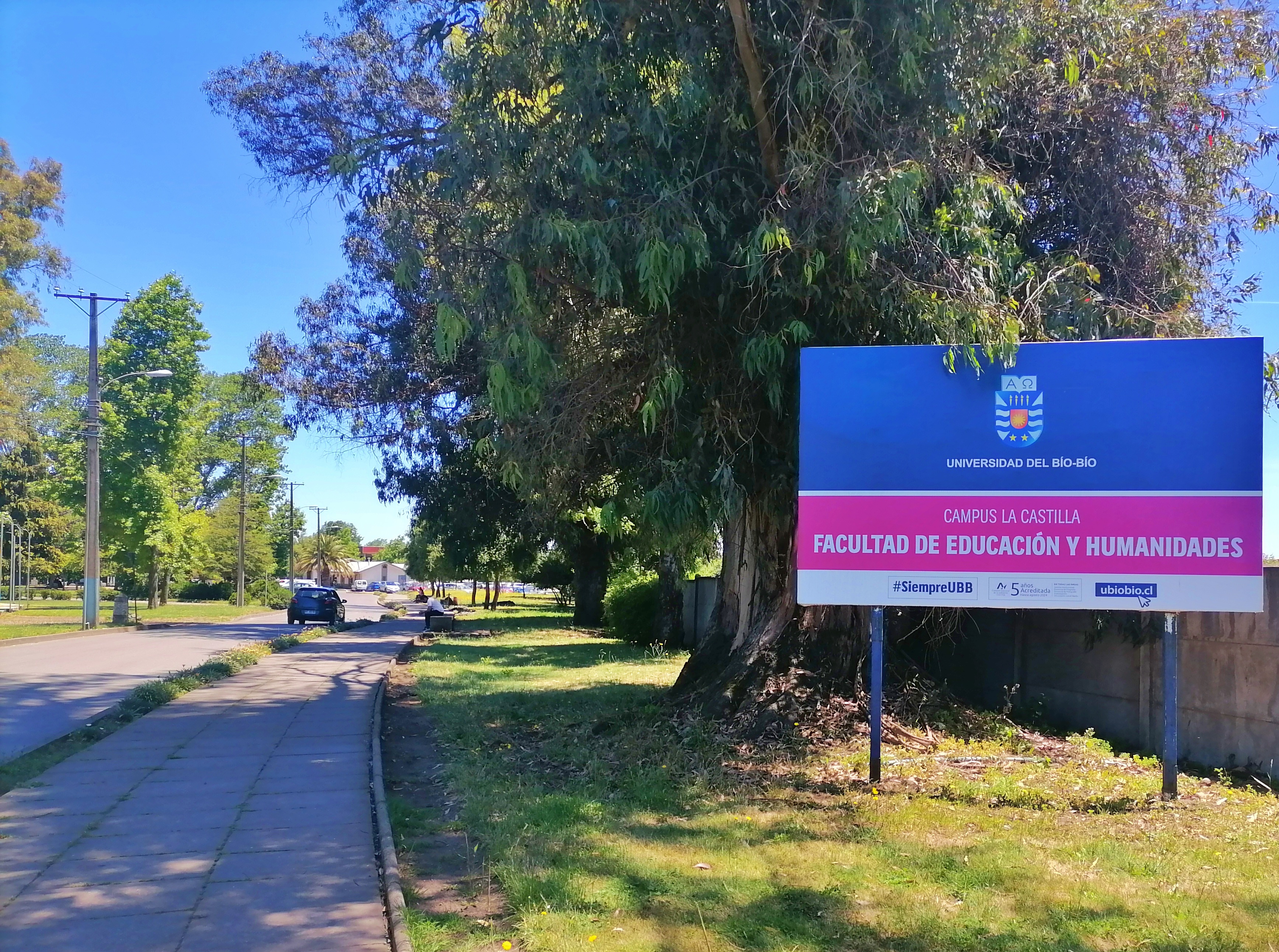
Acceso a Campus La Castilla desde avenida
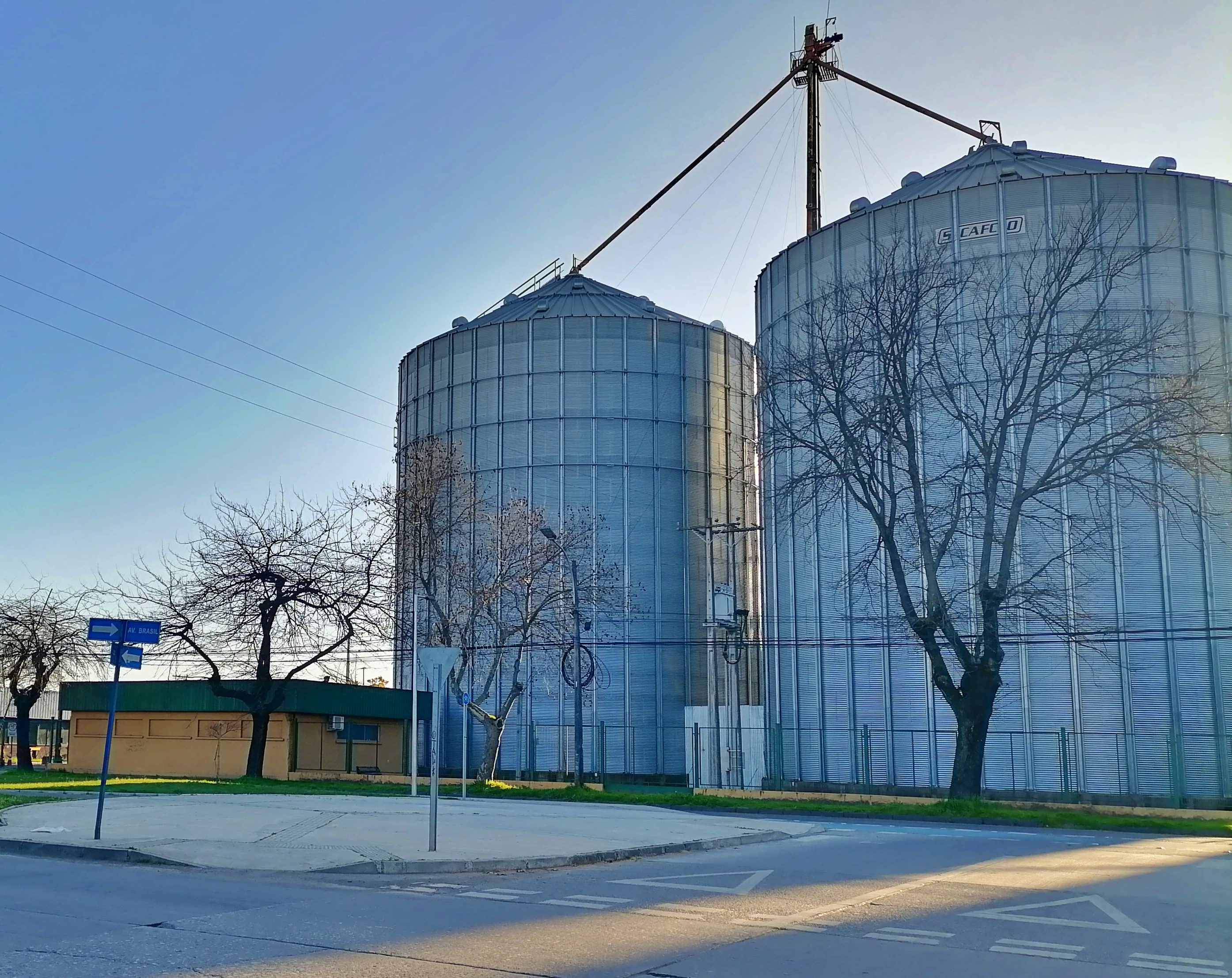
Silos de Molinera Aconcagua